# Corica soborna
Cá cơm sông Hằng (Danh pháp khoa học: Corica soborna) là một loài cá cơm sông (Corica) trong họ cá trích Engraulidae thuộc bộ cá trích Clupeiformes, phân bố ở Đông Nam Á trong đó có Indonesia, Brunei, Malaysia và Ấn Độ và Việt Nam. Môi trường sống của chúng là nước ngọt, nước lợ, nước mặn.

## Đặc điểm

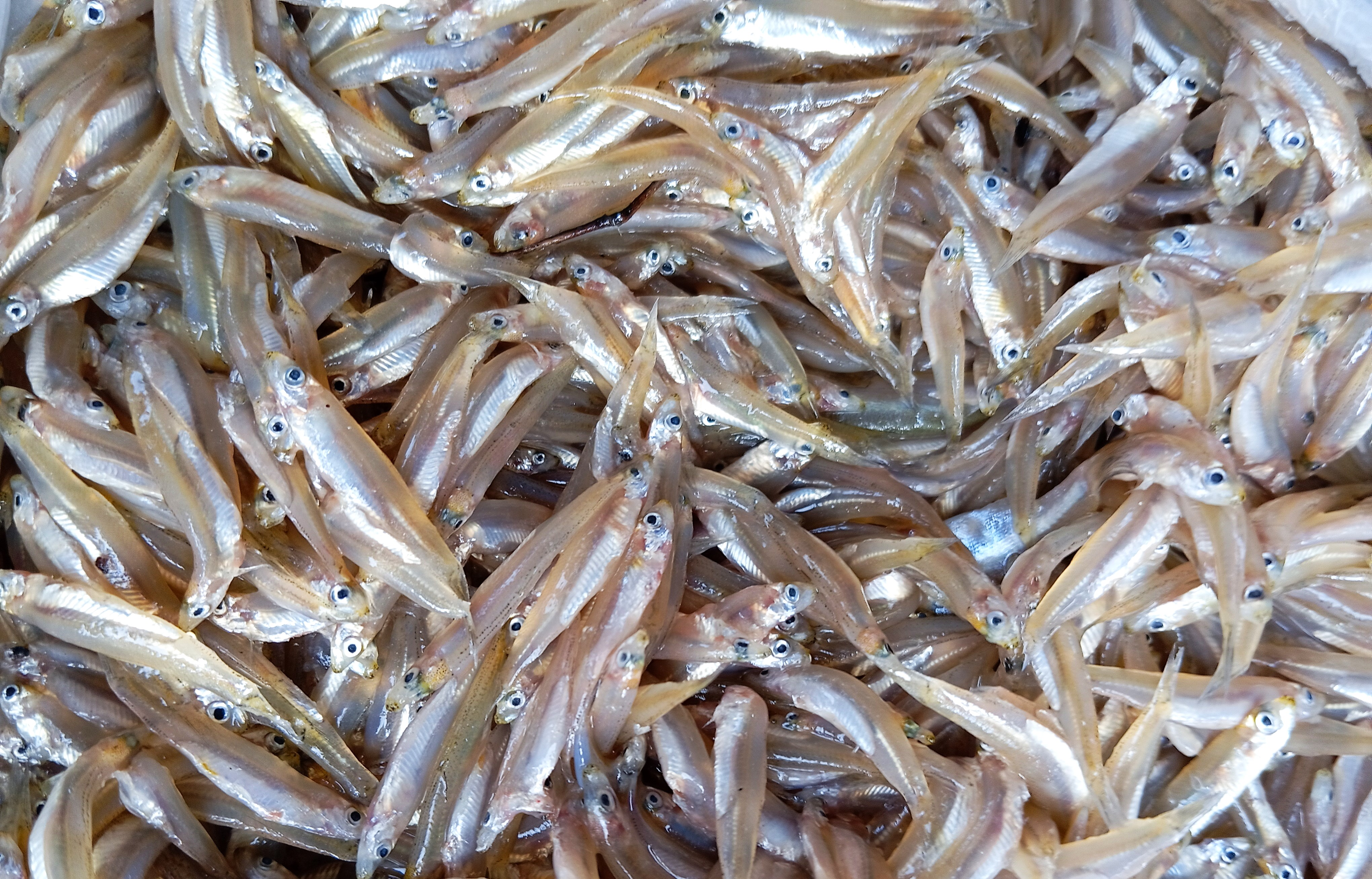
Cá cơm sông Hằng, Tây Bengal, Ấn Độ

Đặc điểm hình thái của cá này chính là chúng có cái đầu nhỏ, miệng nhỏ, hướng lên phía trên, góc miệng chưa tới viền trước mắt. Phần giữa hai hàm trên dẹp bằng. Hàm dưới nhô ra, nơi tiếp hợp của hai xương răng tạo thành một mấu nhọn. Mắt to, nằm lệch phía trên và gần mút mõm hơn tới cuối nắp mang. Khoảng cách hai mắt hẹp phẳng, nhỏ hơn đường kính mắt.
Thân thon dài, dẹp bên. Viền bụng cong và lườn bụng sắc, bén có 1 hàng gai nhọn hướng về phía sau. Hàng gai từ eo mang đến vây bụng 17-19 cái và từ sau vây bụng tới hậu môn 7-8 cái. Hai hàng gai bắt đầu từ eo sau đến lỗ hậu môn. Miệng nhỏ hướng lên phía trên. Vảy có trong suốt, vi đuôi chia làm hai thùy bằng nhau. Tròn thân có màu trắng bạc, ngọn vi đuôi và vi hậu môn có sắc tố đen. Đầu nhỏ, Khởi điểm của vây lưng sau khởi điểm của vây bụng và cách đều giữa mút mõm và đến mút tia giữa vây đuôi.
Vậy hậu môn thấp và phía sau có 2 tia vây lẻ: vây ngực nằm lệch xuống mặt bụng và ngang với điểm cuối của nắp mang. Vây bụng gần gốc vây hậu môn hơn tới vây ngực. Vây đuôi phân thùy, mút cuối bằng nhau. Trên thân phủ vảy tròn và dễ rụng, không có đường bên. Toàn thân màu trắng bạc. Vây lưng, vây hậu môn và vây đuôi có sắc tố đen li ti.